# قنبرباغی
قنبرباغی، روستایی در دهستان دهنه شیرین بخش مرکزی شهرستان بام و صفی‌آباد در استان خراسان شمالی ایران است.

## آثار تاریخی
غار باستانی مربوط به دوره ساسانی است، یرقستان در جوار این روستا و روستای گسگ است

## کوه‌ها
کوه یارمجا با ارتفاع ۲۲۹۳ متر در شمال شرقو شمال غرب، کوه شاه حسن با ارتفاع ۲۲۲۱ متر در شمال شرق و کوه آمن نرد با ارتفاع ۲۰۸۱ متر در شمال واقع شده‌اند. در بسیاری از منابع قدیم رشته کوه‌های متصل به شاه جهان را جهان ارغیان نیز نامیده‌اند. شایان ذکر است که در منطقه بام به شاه جهان و در صفی آباد به جهان ارغیان معروف است.

## صنایع دستی
قالی بافی، گلیم بافی، جاجیم، چارقد دوزی،

## کشاورزی
منابع مالی منطقه بیشتر به دامداری و کشاورزی وابسته است. در کشاورزی بیشتر به گندم، جو، یونجه، بادام، زیره، انگور، هندوانه، چقندرقند، نخود، زعفران، پنبه، بادام، پسته، گردو، سیب، آلوزرد، پرورش قارچ

## مراسم‌ها
مراسم سوگواری اباعبدالله و همچنین شبیه خوانی این روستا در روستاهای منطقه و شهرهای دیگر زبان زد خواص و عام است.
مراسم باران خواهی، مراسم بخت گشایی، یورو یاوری، چهارشنبه سوری، آتش افروزی، کوزه شکنی، ملقه زدن، شال انداختن.

## جمعیت
بر پایه سرشماری عمومی نفوس و مسکن در سال ۱۳۹۵، جمعیت این روستا برابر با ۷۰۴ نفر (۲۴۵ خانوار) بوده‌است.